# Achy
Achy est une commune française située dans le département de l'Oise en région Hauts-de-France.

## Géographie

### Description

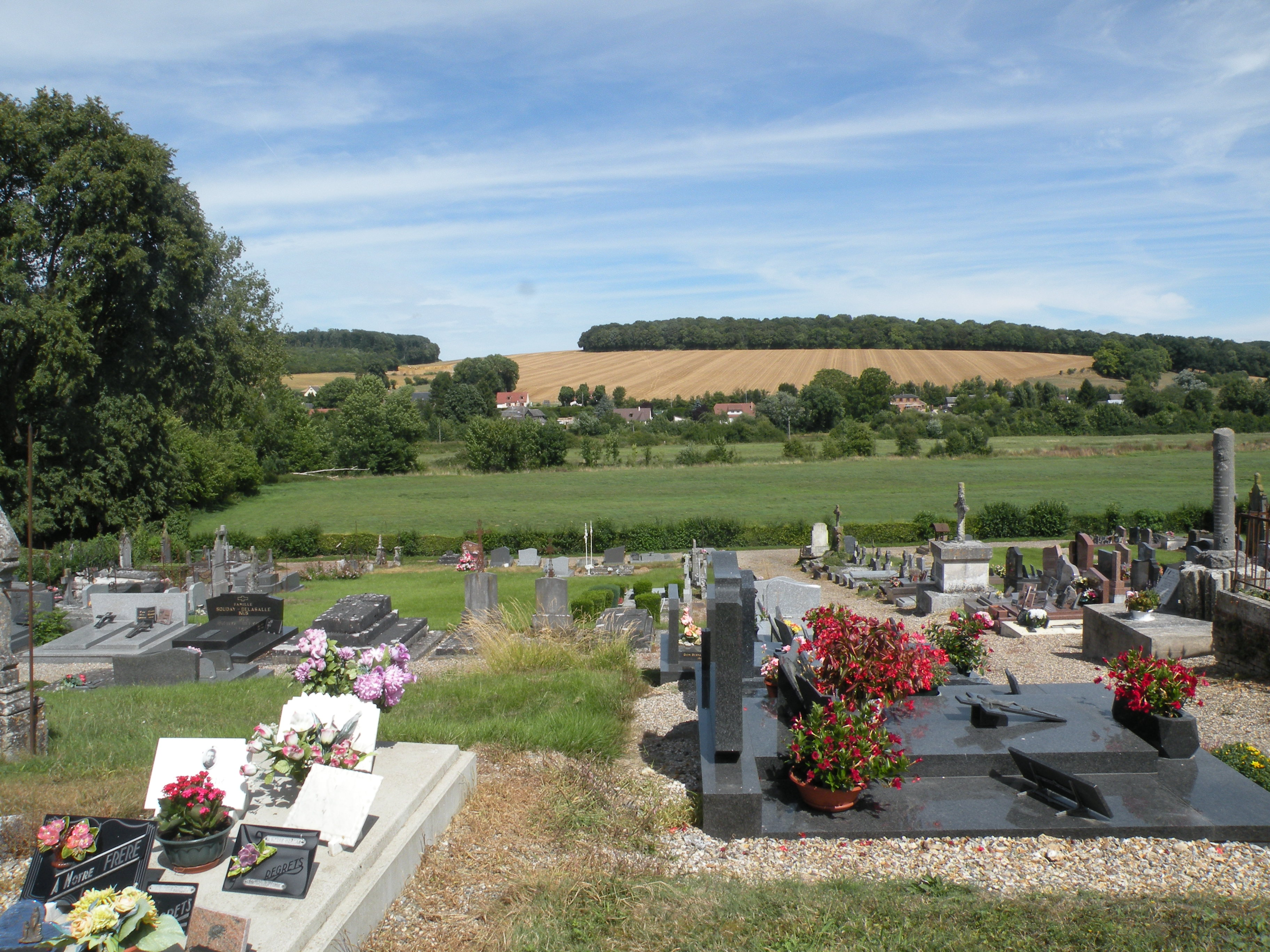
Paysage rural depuis le cimetière.

Achy  est un village rural du Beauvaisis qui jouxte au sud Marseille-en-Beauvaisis, situé à 16 km au nord-ouest de Beauvais, à 46 km au sud-ouest d'Amiens, à 65 km à l'est de Rouen. Il est desservi par l'ex-RN 1, dans son tracé initial ne passant pas par Amiens (actuelle RD 901).

### Communes limitrophes
| Marseille-en-Beauvaisis |                       | Haute-Épine             |
| Grémévillers            | Achy                  | La Neuville-sur-Oudeuil |
| Martincourt Crillon     | Villers-sur-Bonnières | Saint-Omer-en-Chaussée  |

### Hydrographie

#### Réseau hydrographique
La commune est située dans le bassin Seine-Normandie. Elle est drainée par le Petit Thérain et divers bras du Petit Thérain,,.
| (texte à fusionner) La commune est baignée par les eaux du Petit Thérain (autrefois appelé Thérinet), sous-affluent de la Seine par le Thérain puis l'Oise. Des étangs ont été aménagés le long de la rivière. - Le Petit Thérain. - Le moulin de Beaupré. - Le Petit-Thérain et le lavoir. |

Le Petit Thérain, d'une longueur de 21 km, prend sa source dans la commune de Omécourt et se jette  dans le Thérain à Milly-sur-Thérain, après avoir traversé huit communes. Les caractéristiques hydrologiques du Petit Thérain sont données par la station hydrologique située sur la commune de Saint-Omer-en-Chaussée. Le débit moyen mensuel est de 1,52 m3/s. Le débit moyen journalier maximum est de 4,91 m3/s, atteint lors de la crue du 7 avril 2001. Le débit instantané maximal est quant à lui de 5,27 m3/s, atteint le même jour.

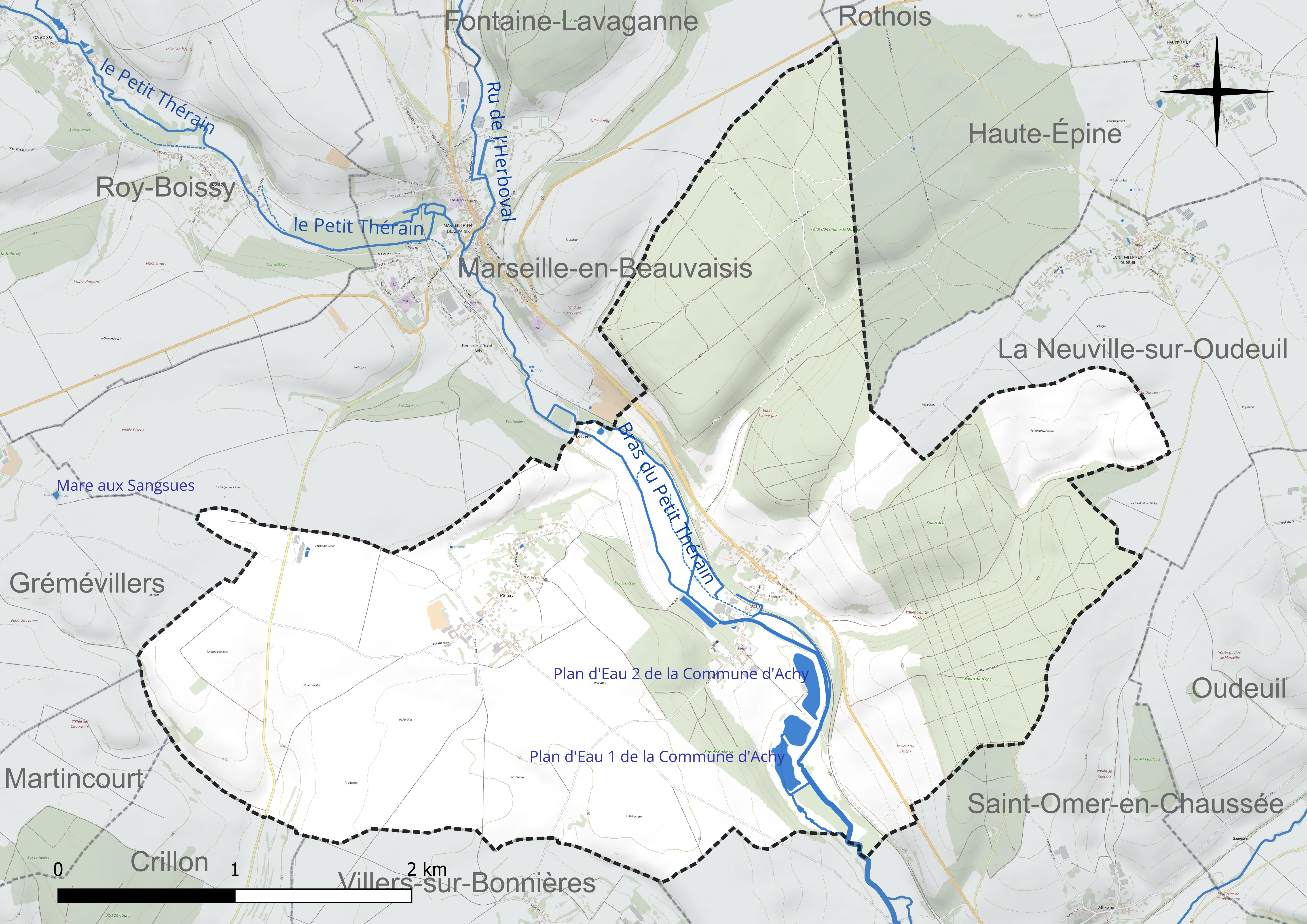
Réseau hydrographique d'Achy.

Deux plans d'eau complètent le réseau hydrographique : le plan d'eau 1 de la commune d'Achy (2,4 ha) et le plan d'eau 2 de la commune d'Achy (3 ha),.

#### Gestion et qualité des eaux
Le territoire communal est couvert par le schéma d'aménagement et de gestion des eaux (SAGE) « Sensée ». Ce document de planification concerne un territoire de 1 219 km2 de superficie, délimité par le bassin versant du Thérain. Le périmètre a été arrêté le 27 janvier 2023 et le SAGE proprement dit est, en 2024, en cours d'élaboration. La structure porteuse de l'élaboration et de la mise en œuvre est le syndicat intercommunal de la Vallée du Thérain (SIVT).
La qualité des cours d'eau peut être consultée sur un site dédié géré par les agences de l'eau et l'Agence française pour la biodiversité.

### Climat
Pour des articles plus généraux, voir Climat des Hauts-de-France et Climat de l'Oise.
En 2010, le climat de la commune est de type climat océanique dégradé des plaines du Centre et du Nord, selon une étude du CNRS s'appuyant sur une série de données couvrant la période 1971-2000. En 2020, Météo-France publie une typologie des climats de la France métropolitaine dans laquelle la commune est exposée à un climat océanique et est dans la région climatique Nord-est du bassin Parisien, caractérisée par un ensoleillement médiocre, une pluviométrie moyenne régulièrement répartie au cours de l'année et un hiver froid (3 °C).
Pour la période 1971-2000, la température annuelle moyenne est de 10,2 °C, avec une amplitude thermique annuelle de 13,9 °C. Le cumul annuel moyen de précipitations est de 757 mm, avec 12,1 jours de précipitations en janvier et 8,3 jours en juillet. Pour la période 1991-2020, la température moyenne annuelle observée sur la station météorologique la plus proche, située sur la commune de Saint-Arnoult à 14 km à vol d'oiseau, est de 10,4 °C et le cumul annuel moyen de précipitations est de 797,2 mm,. Pour l'avenir, les paramètres climatiques de la commune estimés pour 2050 selon différents scénarios d'émission de gaz à effet de serre sont consultables sur un site dédié publié par Météo-France en novembre 2022.

## Urbanisme
Louis Graves indiquait en 1833 « Le chef-lieu bâti primitivement dans la. vallée sur la rive:gauche de la rivière, s'est étendu un peu au-dessus depuis l'ouverture de la routé de Paris à Calais, qui forme maintenant la principale rue du village ».

### Typologie
Au 1er janvier 2024, Achy est catégorisée commune rurale à habitat dispersé, selon la nouvelle grille communale de densité à sept niveaux définie par l'Insee en 2022.
Elle est située hors unité urbaine. Par ailleurs la commune fait partie de l'aire d'attraction de Beauvais, dont elle est une commune de la couronne,. Cette aire, qui regroupe 162 communes, est catégorisée dans les aires de 50 000 à moins de 200 000 habitants,.

### Occupation des sols
L'occupation des sols de la commune, telle qu'elle ressort de la base de données européenne d'occupation biophysique des sols Corine Land Cover (CLC), est marquée par l'importance des territoires agricoles (63,1 % en 2018), une proportion identique à celle de 1990 (63,1 %). La répartition détaillée en 2018 est la suivante : 
terres arables (47,6 %), forêts (36,6 %), prairies (15,3 %), milieux à végétation arbustive et/ou herbacée (0,3 %), zones agricoles hétérogènes (0,2 %). L'évolution de l'occupation des sols de la commune et de ses infrastructures peut être observée sur les différentes représentations cartographiques du territoire : la carte de Cassini (XVIIIe siècle), la carte d'état-major (1820-1866) et les cartes ou photos aériennes de l'IGN pour la période actuelle (1950 à aujourd'hui).

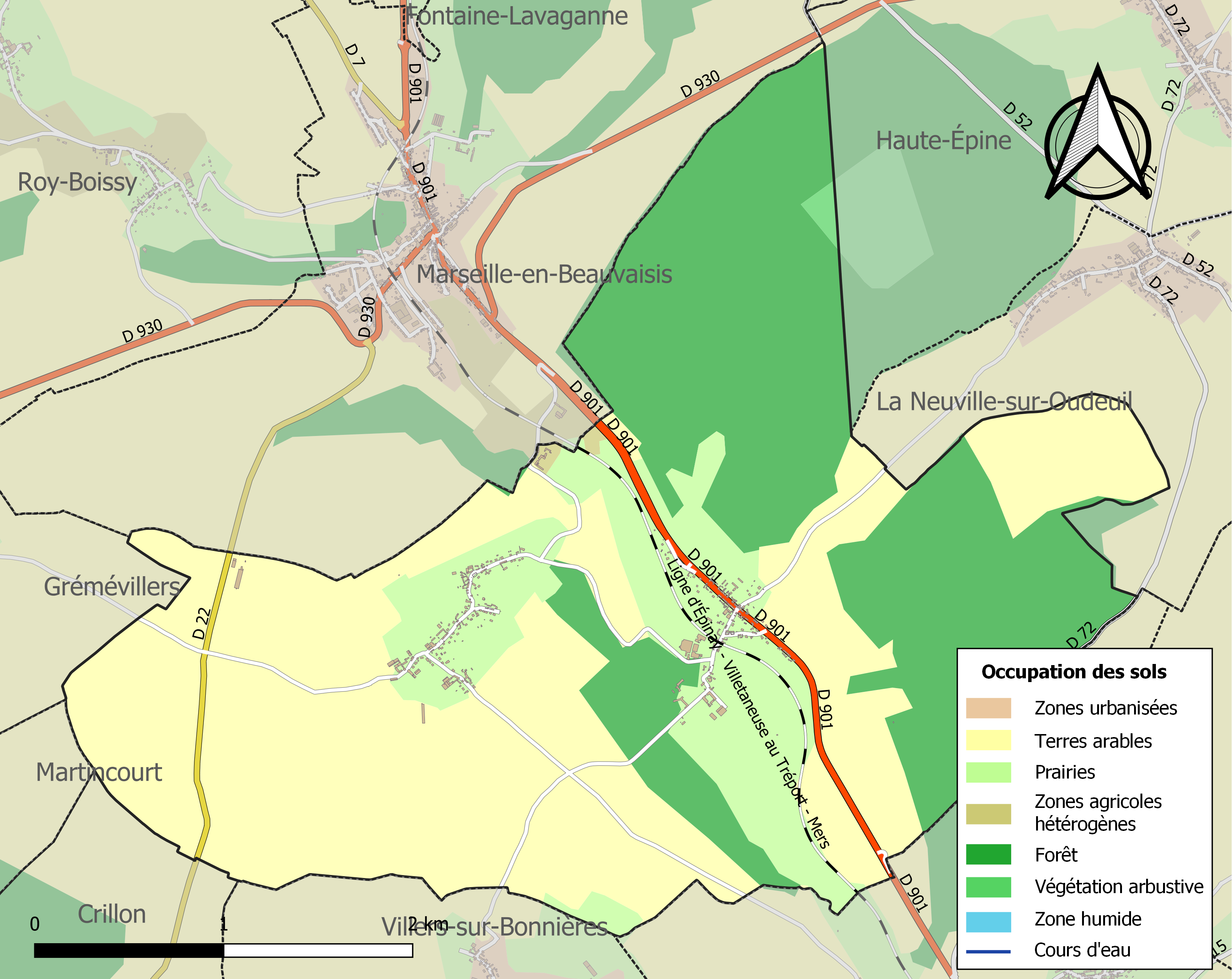
Carte des infrastructures et de l'occupation des sols de la commune en 2018 (CLC).

### Lieux-dits, hameaux et écarts
La commune compte un hameau au nord du chef-lieu, Beaupré, qui était le siège de l'abbaye de Beaupré, ainsi que le hameau de Polhay.

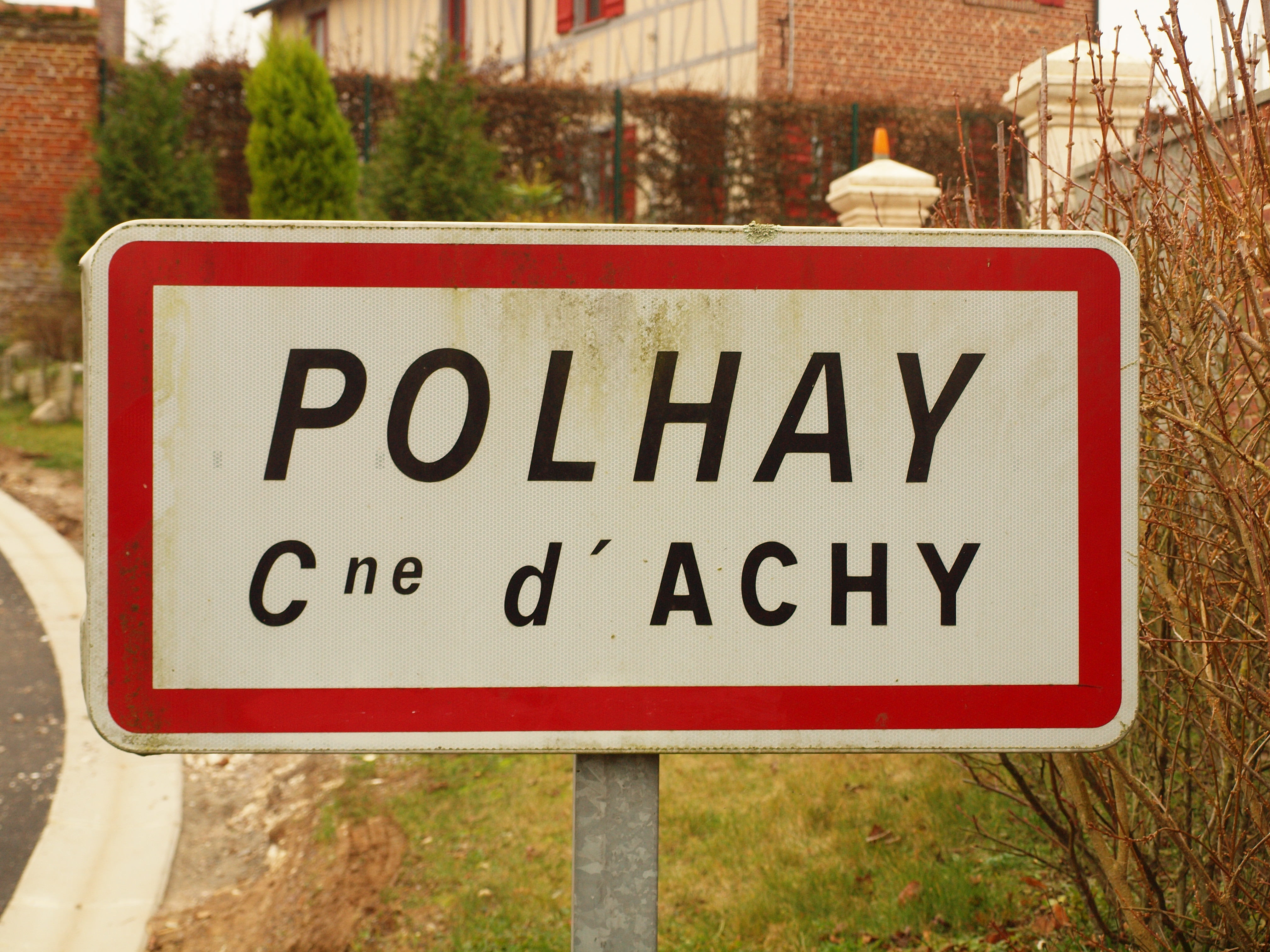

### Habitat et logement
En 2018, le nombre total de logements dans la commune était de 172, alors qu'il était de 172 en 2013 et de 147 en 2008.
Parmi ces logements, 91,9 % étaient des résidences principales, 2,9 % des résidences secondaires et 5,2 % des logements vacants. Ces logements étaient pour 98,3 % d'entre eux des maisons individuelles et pour 1,7 % des appartements.
Le tableau ci-dessous présente la typologie des logements à Achy en 2018 en comparaison avec celle de l'Oise et de la France entière. Une caractéristique marquante du parc de logements est ainsi une proportion de résidences secondaires et logements occasionnels (2,9 %) supérieure à celle du département (2,5 %) et à celle de la France entière (9,7 %). Concernant le statut d'occupation de ces logements, 89,2 % des habitants de la commune sont propriétaires de leur logement (89,3 % en 2013), contre 61,4 % pour l'Oise et 57,5 pour la France entière.
| Typologie                                               | Achy | Oise | France entière |
| ------------------------------------------------------- | ---- | ---- | -------------- |
| Résidences principales (en %)                           | 91,9 | 90,4 | 82,1           |
| Résidences secondaires et logements occasionnels (en %) | 2,9  | 2,5  | 9,7            |
| Logements vacants (en %)                                | 5,2  | 7,1  | 8,2            |

### Voies de communication et transports
La commune est traversée par la ligne Beauvais - Le Tréport, mais la gare d'Achy est désormais fermée.
La commune est desservie, en 2023, par les lignes 612, 6103, 6104, 6113, 6150, 6151 et 6152 du réseau interurbain de l'Oise.

## Toponymie
Le nom de la localité est attesté sous les formes de alciaco et sancti martini de achiaco en 1096 ; Aquicium vers 1100 ; major de Achio, Urbanus de Achiaco, Achi et Achy 1136 ; Acheium en 1145 ; in molendinis Aceii en 1147 ; Nivardo majore de achi en 1149 ; boscum suum de achi en 1149 ; apud Acceium en 1163 ; de Aceio en 1168 ; in molendino de Achiaco juxta Bellopratum en 1221 ; ad molendinum de Achi, Acy et Aci en 1225 ; de Achyaco au XIIIe siècle ; achy en 1342.
L'étymologie de ce toponyme provient de l'agglutination du nom de personne gallo-romain appius et du suffixe -iacum qui signifie « (la) terre d'appius » ; « celui qui est voué au culte de venus ».

## Histoire

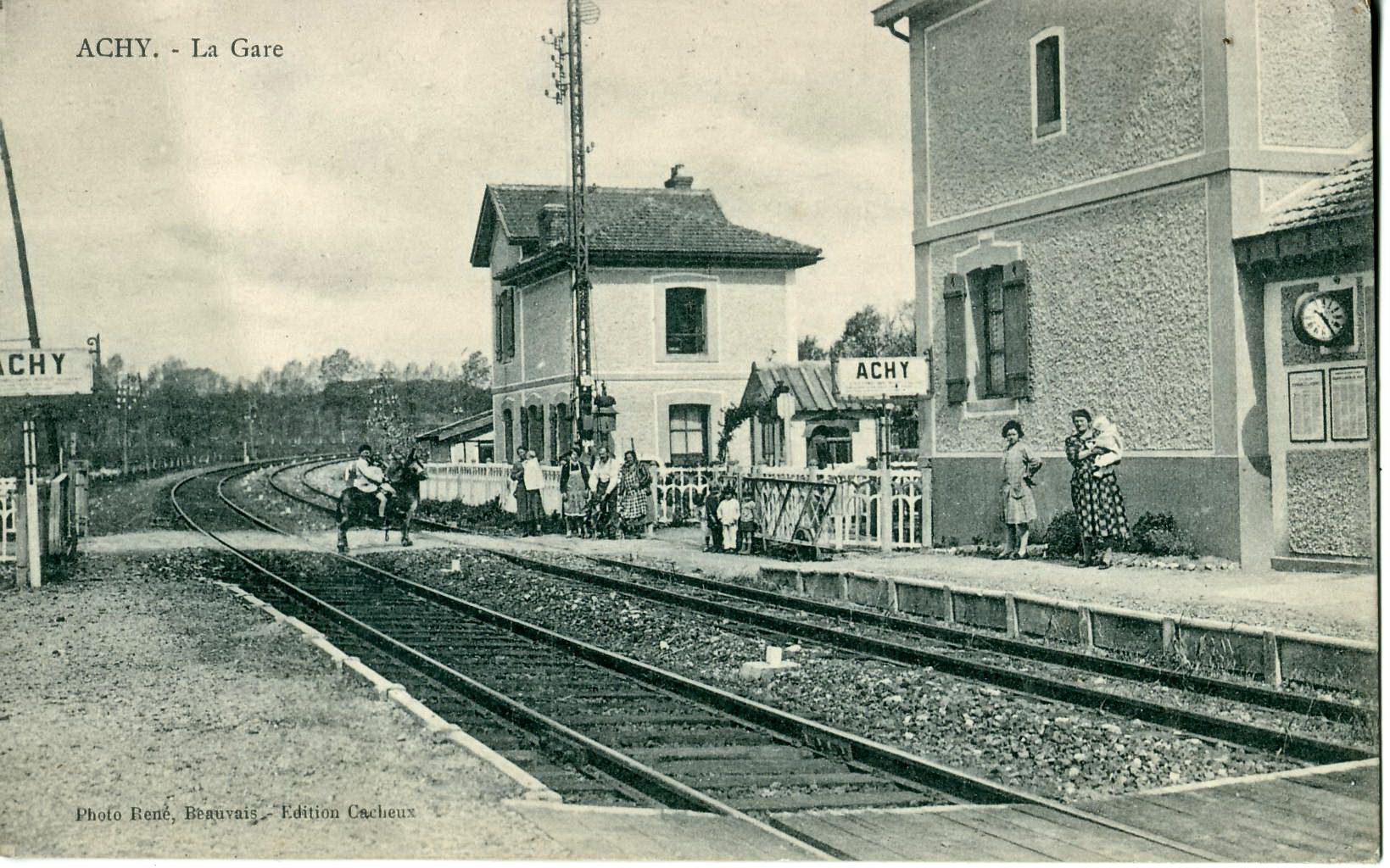
La gare d'Achy avant la Première Guerre mondiale. Depuis décembre 2007, cette gare est fermée.
Remarquer l'âne sur le passage à niveau.

Louis Graves indiquait « La seigneurie d' Achy qui est fort ancienne, tirait son origine des, comtes de Dammartin , dont la maison était une des, plus illustres et des plus opulentes de France. Cette seigneurie passa dans le onzième siècle aux châtelains de Beauvais. Lancelin de Beauvais, qui avait été à la croisade, et qui fonda plusieurs établissements religieux dans le Beauvaisis, était seigneur d'Achy vers 1070. Foulques, l'un de ses fils fut évêque de Beauvais ; il eut de grands différents avec ses frères à l'occasion de la seigneurie d'Achy, et pour les terminer il leur abandonna cette terre , avec réserve des droits de relief, de ressortiment du comté de Beauvais, de quint et requint et. droit d'estage , c'est-à-dire avec le droit de demeurer à Achy, chaque,année, pendant cinq jours aux dépens du seigneur. Au douzième.siècle,. le domaine d'Achy entra dans la maison de
Milly, qui l'acquit en échange de la terre de Conty. Manassès  de Milly, seigneur de Bulles , fonda en 1155 l'abbaye de Beaupré dans .ses terres, et dota aussi de gros biens l'abbaye de Lannoy. Pierre
de Milly, son arrière-petit-fils, donna en lige la dixme d'Achy au chapitre Saint-Michel de Beauvais à sen retour de la croisade , où il. avait accompagné. Philippe-Auguste. En ce temps, les seigneurs
qui allaient à la guerre sainte jouissaient, par concession du Saint-Siège, leur vie durant, de la dixme de leur paroisse (...).
Une alliance fit passer la terre d'Achy dans la maison des Picquigny; vidames d'Amiens , qui possédèrent aussi le domaine de Troissereux et. plusieurs autres terres considérables du Beauvaisis (...),
Le domaine d'Achy, qui avait des droits considérables, relevait du comté pairie de Beauvais, et était régi par la coutume de Senlis.
L'ancien château ou forteresse d'Achy était situé à mi-côte dans le bois de la Cour, à l'ouest du village ; on en retrouve encore les ruines sous les ronces et broussailles.
Le château actuel, assis dans la vallée, est une construction simple et noble, quoiqu'irrégulière ; il a été bâti vers 1730 ; c'est un édifice en briques d'où.l'on a une vue agréable sur la vallée du Thérinet, et qui marque lui-même d'une manière pittoresque dans le prolongement de cette vallée. Le parc a  été arrangé, dans ces derniers temps, par les soins de M. de Clermont-Tonnerre »
Il indiquait qu'en 1833, le village comptait trois moulins à eau et une briqueterie.
La gare d'Achy, sur la ligne d'Épinay - Villetaneuse au Tréport - Mers est créée en exécution d'un vœu du conseil général de l'Oise de 1877, avec des subventions de la commune et des villages avoisinants et  l'aide matérielle d'agriculteurs locaux. Depuis le 8 décembre 2007, du fait d'un manque de fréquentation, la gare n'est plus desservie par les trains TER Picardie de la ligne de Beauvais au Tréport - Mers

## Politique et administration

### Rattachements administratifs et électoraux
La commune se trouve  dans l'arrondissement de Beauvais du département de l'Oise. Pour l'élection des députés, elle fait partie depuis 2012 de la première circonscription de l'Oise.
Elle faisait partie depuis 1793 du canton de Marseille-en-Beauvaisis. Dans le cadre du redécoupage cantonal de 2014 en France, la commune est désormais intégrée au canton de Grandvilliers..

### Intercommunalité
La commune est membre de la communauté de communes de la Picardie verte, un établissement public de coopération intercommunale (EPCI) à fiscalité propre créé fin 1996 et auquel la commune a transféré un certain nombre de ses compétences, dans les conditions déterminées par le code général des collectivités territoriales. Cette intercommunalité succède notamment au SIVOM de Marseille-en-Beauvaisis, créé en 1965.

### Tendances politiques et résultats
Au second tour de l'élection présidentielle de 2012 141 électeurs de cette commune (62,67 %) ont voté pour Nicolas Sarkozy (UMP) et 84 (37,33 %) pour François Hollande (PS). L'abstention s'est élevée à 9,59 % :
Au  second tour de l'élection présidentielle de 2017, 111 électeurs (46,25 %) ont voté Emmanuel Macron (EM) et 129 (53,75 %) pour Marine Le Pen  (FN). 9,38 % des électeurs se sont abstenus.

### Liste des maires
| Période                                  | Période                       | Identité          | Étiquette    | Qualité                                                                                    |
| ---------------------------------------- | ----------------------------- | ----------------- | ------------ | ------------------------------------------------------------------------------------------ |
| Les données manquantes sont à compléter. |                               |                   |              |                                                                                            |
| 1988                                     | mai 2007                      | Jean-Paul Callens | RPR puis UMP | Agriculteur Conseiller général de Marseille-en-Beauvaisis (1978 → 2007) Décédé en fonction |
| 15 juin 2007,                            | mars 2008                     | Louis Rouillard   |              | Retraité                                                                                   |
| mars 2008                                | En cours (au 2 décembre 2020) | Sylviane Decherf  | DVD          | Cadre supérieure, réélue pour le mandat 2020-2026,                                         |

## Équipements et services publics

### Enseignement
Les communes d'Achy, Haute-Épine et de La Neuville-sur-Oudeuil se sont unies dans le cadre d'un regroupement pédagogique intercommunal (RPI) qui scolarise leurs enfants, soit, en 2017-2018, 102 enfants répartis dans une classe à Achy (CM 1 et CM2), une classe à la Neuville-sur-Oudeuil (maternelles 1re et 2e année et deux classes à Haute-Epine (maternelle 3e année, CP, CE1 et CE2).
Chacune des classes a été dotée en 2018 d'un tableau numérique, financé par l'État, la réserve parlementaire du député Olivier Dassault, le département, la coopérative scolaire et le syndicat de communes gérant le RPI.

### Commerce
Un petit marché de producteurs est organisé depuis l'été 2020 le dernier vendredi du mois.

## Population et société

### Démographie

#### Évolution démographique
L'évolution du nombre d'habitants est connue à travers les recensements de la population effectués dans la commune depuis 1793. Pour les communes de moins de 10 000 habitants, une enquête de recensement portant sur toute la population est réalisée tous les cinq ans, les populations de référence des années intermédiaires étant quant à elles estimées par interpolation ou extrapolation. Pour la commune, le premier recensement exhaustif entrant dans le cadre du nouveau dispositif a été réalisé en 2008.

En 2022, la commune comptait 406 habitants, en évolution de +1,5 % par rapport à 2016 (Oise : +0,87 %, France hors Mayotte : +2,11 %).
| 1793 | 1800 | 1806 | 1821 | 1831 | 1836 | 1841 | 1846 | 1851 |
| ---- | ---- | ---- | ---- | ---- | ---- | ---- | ---- | ---- |
| 665  | 575  | 643  | 704  | 673  | 675  | 642  | 634  | 576  |

| 1856 | 1861 | 1866 | 1872 | 1876 | 1881 | 1886 | 1891 | 1896 |
| ---- | ---- | ---- | ---- | ---- | ---- | ---- | ---- | ---- |
| 549  | 536  | 517  | 460  | 437  | 417  | 396  | 390  | 372  |

| 1901 | 1906 | 1911 | 1921 | 1926 | 1931 | 1936 | 1946 | 1954 |
| ---- | ---- | ---- | ---- | ---- | ---- | ---- | ---- | ---- |
| 368  | 334  | 318  | 332  | 350  | 344  | 301  | 310  | 271  |

| 1962 | 1968 | 1975 | 1982 | 1990 | 1999 | 2006 | 2008 | 2013 |
| ---- | ---- | ---- | ---- | ---- | ---- | ---- | ---- | ---- |
| 259  | 235  | 251  | 266  | 319  | 288  | 325  | 335  | 399  |

| 2018 | 2022 | - | - | - | - | - | - | - |
| ---- | ---- | - | - | - | - | - | - | - |
| 403  | 406  | - | - | - | - | - | - | - |

#### Pyramide des âges
La population de la commune est relativement jeune.
En 2018, le taux de personnes d'un âge inférieur à 30 ans s'élève à 35,8 %, soit en dessous de la moyenne départementale (37,3 %). À l'inverse, le taux de personnes d'âge supérieur à 60 ans est de 23,1 % la même année, alors qu'il est de 22,8 % au niveau départemental.
En 2018, la commune comptait 203 hommes pour 200 femmes, soit un taux de 50,37 % d'hommes, légèrement supérieur au taux départemental (48,89 %).
Les pyramides des âges de la commune et du département s'établissent comme suit.
| Hommes | Classe d’âge | Femmes |
| ------ | ------------ | ------ |
| 0,0    | 90 ou +      | 1,5    |
| 4,4    | 75-89 ans    | 7,5    |
| 15,3   | 60-74 ans    | 17,5   |
| 21,2   | 45-59 ans    | 20,0   |
| 22,2   | 30-44 ans    | 19,0   |
| 16,3   | 15-29 ans    | 15,5   |
| 20,7   | 0-14 ans     | 19,0   |

| Hommes | Classe d’âge | Femmes |
| ------ | ------------ | ------ |
| 0,5    | 90 ou +      | 1,4    |
| 5,5    | 75-89 ans    | 7,6    |
| 15,6   | 60-74 ans    | 16,3   |
| 20,8   | 45-59 ans    | 20     |
| 19,4   | 30-44 ans    | 19,4   |
| 17,6   | 15-29 ans    | 16,2   |
| 20,6   | 0-14 ans     | 19,1   |

## Culture locale et patrimoine

### Lieux et monuments
- Abbaye de Beaupré dont les restes sont inscrits aux monuments historiques[39]. L'ancien moulin à blé du domaine monastique est quant à lui recensé à l'Inventaire général du patrimoine culturel[40],[41].
- Église Saint-Fiacre-et-Saint-Martin[42].
- Ancien moulin d'Achy[43].
- Lavoir d'époque.
- Château d'Achy construit vers 1730 par la famille de Carvoisin. Au début du XIXe siècle, Charlotte Mélanie de Carvoisin l'apporte en mariage à Gaspard, marquis, puis duc de Clermont-Tonnerre, pair de France, ministre sous la Restauration. Leur descendance, la maison de Clermont-Tonnerre, conserve le château jusqu'en 1952. La demeure comprend soixante-cinq pièces dans un parc de dix-neuf hectares[44].

Dans le parc, à mi-pente du coteau, où elle domine la vallée, se dresse la motte d'un château primitif. Elle était défendue côté plateau par un double fossé et côté rivière par un à-pic. Dans le flanc nord-ouest de la motte il existerait une entrée de souterrain.
L'association des Petits frères des Pauvres, propriétaire du château depuis 1952, l'a rénové et aménagé en « maison de vacances », qui accueille chaque année près de 500 personnes en séjour d'une à deux semaines, destinée au séjour des personnes les plus démunies, et particulièrement aux plus âgées et aux moins valides,,.

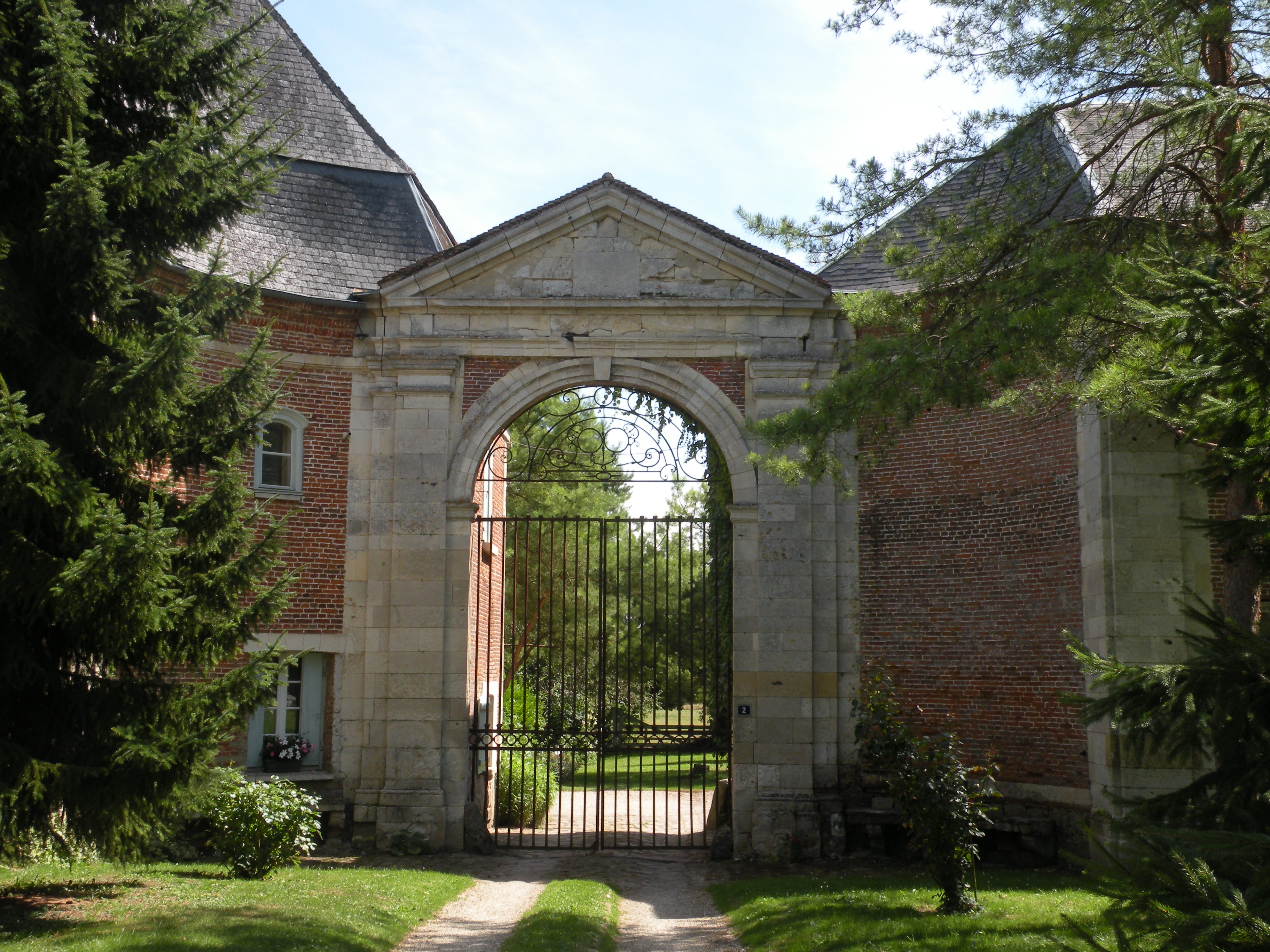
L'abbaye de Beaupré.
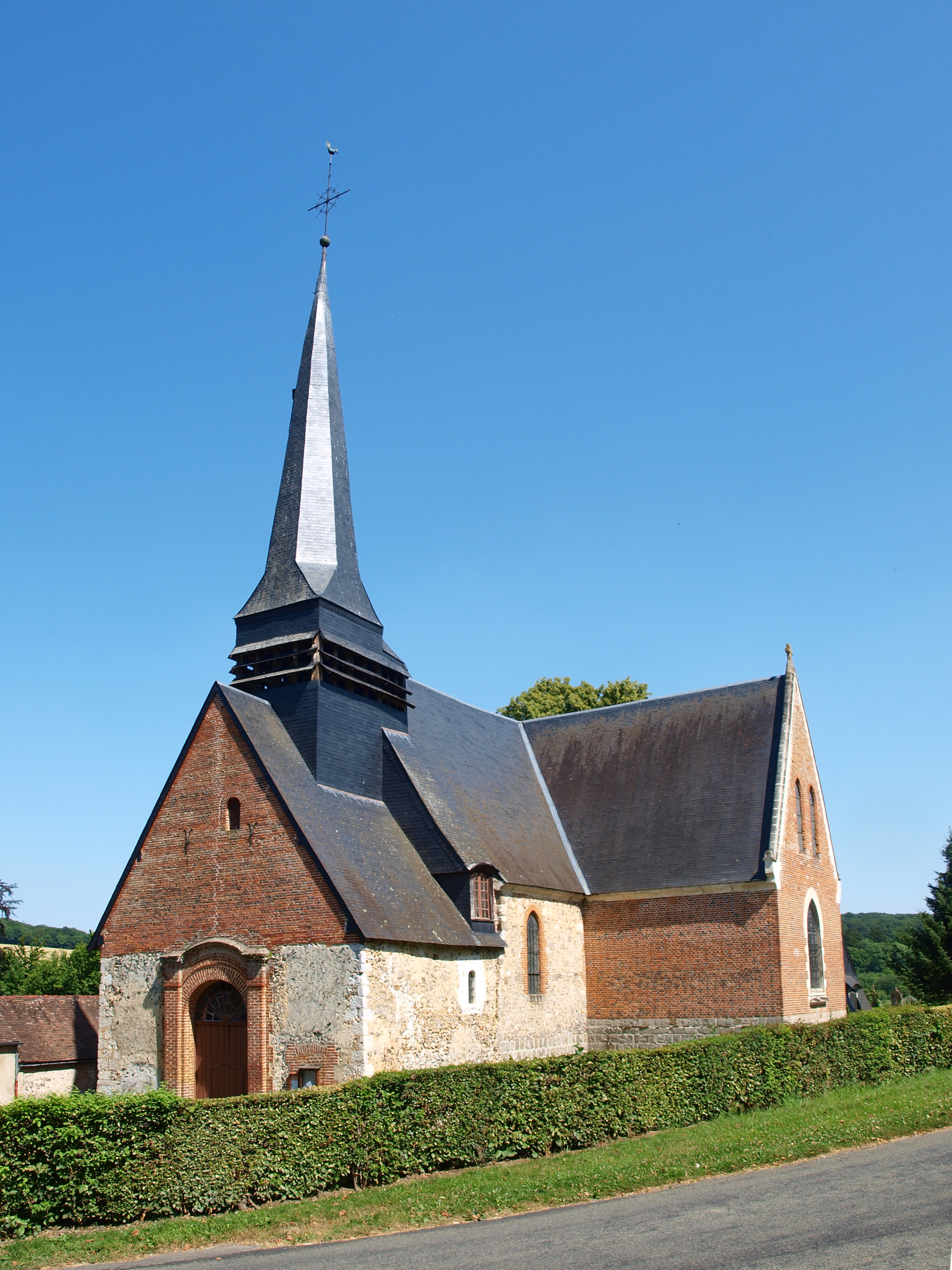
L'église.
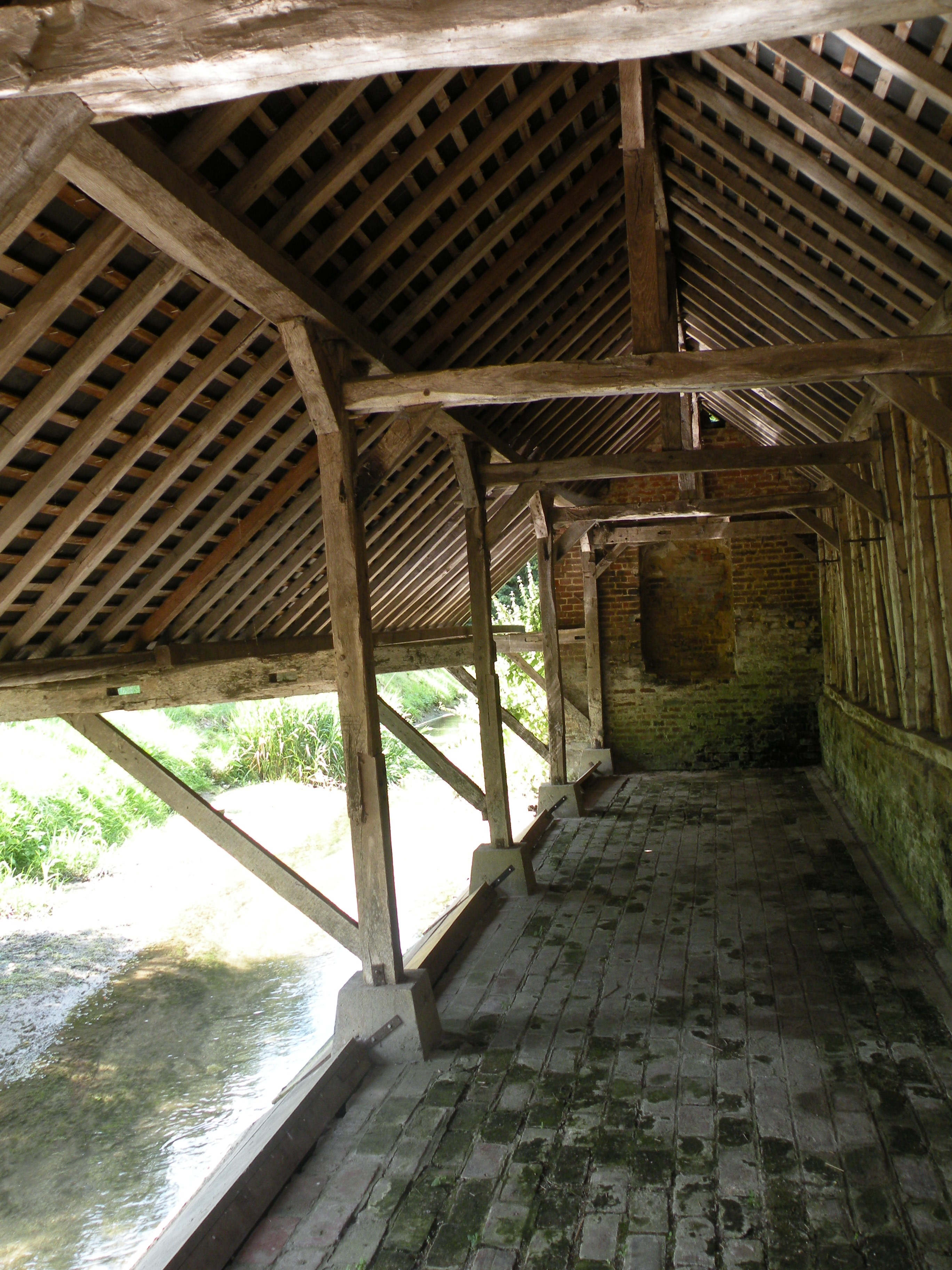
Le lavoir.
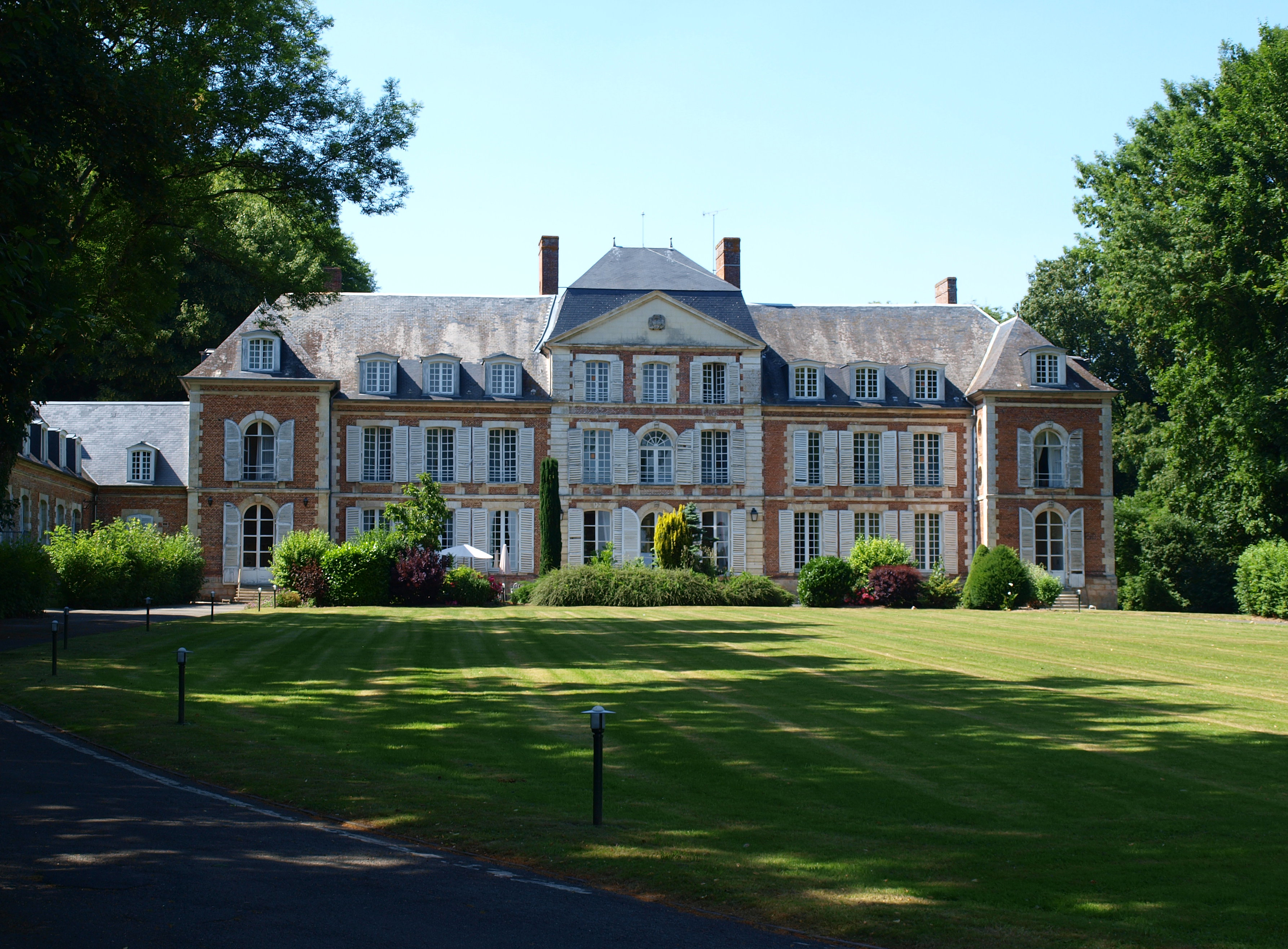
Le château.